# Дієґо Ґарсія де Моґер
Дієґо Ґарсія де Моґер (ісп. Diego García de Moguer, 1484—1544) — іспанський мореплавець та дослідник нових земель. Брав участь в експедиції Магеллана і Елькано (1519—1522), здійснивши першу навколосвітню подорож, в 1528 році під керівництвом Себастьяна Кабота здійснив дослідження Ла-Плати, заснувавши форт Санкті-Спіріту, і знову в 1534 році. Під час нової подорожі в 1534 році відкрив архіпелаг Чагос (зараз Британська територія в Індійському океані).